# Flora Sadler
Flora Munro Sadler (née McBain; 4 de junho de 1912 - 25 de dezembro de 2000) foi uma matemática e astrônoma escocesa. Foi a primeira mulher a ocupar um cargo sênior no Observatório Real de Greenwich e a primeira editora do Monthly Notices of the Royal Astronomical Society.

## Formação e carreira
Flora se formou com honras em física e astronomia pela Universidade de Aberdeen em 1934. De 1934 a 1937 ocupou cargos como demonstradora, professora de matemática aplicada e pesquisadora de fontes de rádio para tratamento de câncer. Em 1936 participou de uma exposição na Sibéria com seu professor John Anthony Carroll para observar um eclipse solar total.
A fim de se preparar para a expedição, ela passou o verão de 1935 estudando no Nautical Almanac Office (NAO), e em 1937 tornou-se a primeira mulher cientista nomeada para um cargo sênior no Observatório Real de Greenwich, ao qual o NAO pertencia. Após a Segunda Guerra Mundial foi promovida a Diretora Científica Principal.
Flora especializou-se no cálculo de tabelas astronômicas e de navegação, especificamente no movimento da lua e na previsão das eclipses de estrelas. Ela colaborou internacionalmente e seu trabalho teve importância na determinação da variação na rotação da Terra e no estabelecimento do tempo.

## Royal Astronomical Society
Flora assumiu as funções de editora do jornal profissional da Royal Astronomical Society Monthly Notices of the Royal Astronomical Society em fevereiro de 1948, e devido a essa experiência foi a primeira mulher a ser nomeada para o cargo de Secretária da Royal Astronomical Society de 1949 a 1954.